# Kreditwürdigkeitsprüfung
Die Kreditwürdigkeitsprüfung ist bei Kreditinstituten die erstmalige und laufende Überwachung der Bonität eines Kreditnehmers.
Dieser Vorgang ist bei Kreditvergaben und Prolongationen von Kreditinstituten allgemein verbindlich in § 18 KWG geregelt. Insbesondere für Kredite an einen Kreditnehmer, die 10 % des haftenden Eigenkapitals, max. 750.000 Euro übersteigen, ist diese Prüfung für die Banken verpflichtend und wird von der Bankenaufsicht BaFin im Rahmen deren jährlicher Prüfungen der Kreditinstitute entsprechend überwacht.

## Allgemeines
Ein Kreditrisiko tragen alle Gläubiger (etwa das Debitorenrisiko der Lieferanten); ob und inwieweit diese Gläubiger ihr Risiko einer näheren Prüfung unterziehen, bleibt ihnen überlassen. Eine gesetzliche Vorgabe gibt es nur für Kreditinstitute, zumal das Kreditrisiko meist ihr Hauptrisiko darstellt. Ein Kreditrisiko lässt sich für Kreditinstitute nur einschätzen, wenn sie zeitnahe Informationen über die rechtlichen und wirtschaftlichen Verhältnisse ihrer Kreditnehmer erhalten und anhand einheitlicher Vorgaben aus- und bewerten.
Deshalb verlangt § 18 KWG – allerdings in sehr allgemein gehaltener Form –, dass Kreditinstitute sich turnusmäßig die wirtschaftlichen Verhältnisse ihrer Kreditnehmer während der Kreditlaufzeit offenlegen lassen müssen. Da diese Bestimmung des Kreditwesengesetzes nur im Verhältnis der Kreditinstitute zur Bankenaufsicht gilt, ist eine Umsetzung gegenüber den Kreditnehmern erforderlich. Der Bundesgerichtshof verlangt in Auslegung dieser Bestimmung von den Kreditinstituten, sich nachhaltig um die Vorlage von Jahresabschlüssen zwecks Bilanzanalyse beziehungsweise einen Vermögensstatus mit ergänzenden Angaben zu bemühen und die weitere Kreditgewährung von einer solchen Vorlage abhängig zu machen, den Kredit also zu kündigen, wenn ihnen die Erfüllung ihrer gesetzlichen Verpflichtung durch das weitere Verhalten ihres Kunden unmöglich gemacht wird. Um dies verbindlich zu regeln, werden entsprechende Passagen in die Kreditverträge aufgenommen (siehe auch Covenants). Dadurch entsteht für die Kreditnehmer eine Vertragspflicht, deren Nichteinhaltung die Verletzung einer Vertragspflicht (§ 314 Abs. 2 BGB) bedeutet. Hierzu gehört die Nichteinreichung von Bonitätsunterlagen im Rahmen der Offenlegung der wirtschaftlichen Verhältnisse oder anderer vertragserheblicher Unterlagen. Dies ist ein wichtiger Grund, der eine außerordentliche Kreditkündigungsmöglichkeit seitens der Kreditinstitute auslöst.
Die Kreditwürdigkeitsprüfung ist Gegenstand der asymmetrischen Information, denn der Antragsteller könnte vor Abschluss des Kreditvertrags versuchen, der Bank eine bessere Kreditwürdigkeit vorzugeben als tatsächlich vorhanden ist, während die Bank ein Fehlurteil verhindern und das wahre Kreditrisiko ermitteln muss. Diese Asymmetrie nennt man versteckte Information (englisch hidden information). Eine bessere Kreditwürdigkeit verspricht im Regelfall eine günstigere Kreditmarge, die die Bank jedoch nicht für eine schlechte Bonität einräumen möchte. Diese Situation lässt sich nur durch die Kreditwürdigkeitsprüfung verhindern. Sie soll der Bank die Gelegenheit bieten, die angegebene Kreditwürdigkeit mit objektiven Methoden zu überprüfen.

## Die Stellung des § 18 KWG zu Spezialvorschriften
Die Kapitaladäquanzverordnung (englische Abkürzung CRR) verlangt in Art. 144 Nr. 1a eine aussagekräftige Beurteilung jedes Schuldners, wobei ein Ratingsystem den Risikomerkmalen von Schuldner und Geschäft Rechnung tragen muss (Art. 170 Nr. 1 CRR) und bei Kreditgenehmigungen jedem Schuldner ein Rating zuzuordnen ist (Art. 172 Nr. 1a CRR). Ein Rating setzt voraus, dass den Kreditinstituten entsprechende Unterlagen über Vermögen, Schulden und Einkommen des Kreditnehmers vorliegen. Da die Kapitaladäquanzverordnung als Ausführungsbestimmung des § 10 KWG anzusehen ist, gilt sie im Verhältnis zum KWG als „lex specialis“, dem Vorrang eingeräumt werden muss vor den allgemeinen Bestimmungen des § 18 KWG.
Auch die MaRisk – als Ausführungsbestimmung zu § 25a Abs. 1 KWG – verlangen von den Banken ein Risikoklassifizierungssystem für Kredite. Deshalb muss bei jeder Kreditentscheidung der Kreditnehmer entsprechend eingestuft werden. Dies gelingt nur mit vollständigen Informationen über die wirtschaftlichen Verhältnisse des Kreditnehmers, und zwar ohne Rücksicht auf den Kreditbetrag. Auch Prolongationen bedürfen bankenaufsichtsrechtlich nach AT 2.3 MaRisk vom Dezember 2012 einer Kreditentscheidung, weil sich risikorelevante Sachverhalte (Kreditlaufzeit) ändern.
Aus beiden Vorschriften entstehen für die Kreditinstitute Notwendigkeiten, sich auch bei Kreditnehmern, deren Kreditvolumen die Offenlegungsgrenze von 10 % des haftenden Eigenkapitals bzw. maximal 750.000 Euro nicht erreichen oder überschreiten, die wirtschaftlichen Verhältnisse offenlegen zu lassen. Allerdings ist hierbei eine deutliche Abstufung bezüglich des Mindestumfangs der einzureichenden Unterlagen vorhanden.

## Bestandteile der Prüfung

### Allgemeines
Wie bereits erwähnt, ist die zentrale qualitative Normvorschrift zur Anforderung von Unterlagen über die wirtschaftlichen Verhältnisse in § 18 KWG sehr allgemein formuliert. Deshalb hatte die BaFin in zahlreichen, kaum noch überschaubaren Rundschreiben diese Vorschrift konkretisiert, um den Kreditinstituten Erleichterungen für die Kreditpraxis zu geben. Diese umfangreichen Rundschreiben der BaFin zur Ausführung und Interpretation des § 18 KWG sind seit Mai 2005 ersatzlos entfallen. Die BaFin hat die Kreditinstitute gleichzeitig jedoch angewiesen, die Einhaltung des § 18 KWG durch eigene Regelungen nachhaltig sicherzustellen. Dies hatte zur Folge, dass anstatt eines einheitlichen Rahmens nunmehr individuelle Ausführungsbestimmungen gelten. Die Grundsätze für die materielle Offenlegung der wirtschaftlichen Verhältnisse sind nunmehr in Leitlinien der verschiedenen Bankenverbände kodifiziert, die sich an einigen grundlegenden Prinzipien orientieren. Damit sind sie von ihrem materiellen Inhalt innerhalb der Institutsgruppen weitgehend identisch. In der praktischen Ausgestaltung sind die Institute jedoch frei, so dass Abweichungen im Detail möglich sein können. Genau dieser Gefahr einer unterschiedlichen Handhabung durch die Institute wollte jedoch die Bestimmung des § 18 KWG entgegenwirken.

### Prinzipien des § 18 KWG
- Risikoadäquanz:

Art, Umfang, Komplexität und Risikogehalt eines Kreditengagements bestimmen die Anforderungen an die Offenlegung der wirtschaftlichen Verhältnisse. Je besser die Bonität und je geringer der unbesicherte Kreditteil ist, desto geringer dürfen die Anforderungen sein und umgekehrt. Da Bonität und Blankoanteil von verschiedenen Instituten unterschiedlich beurteilt werden können, sind abweichende Anforderungen nicht auszuschließen.
- Nachvollziehbarkeit:

Das Ablaufverfahren zur Offenlegung der wirtschaftlichen Verhältnisse muss vom Institut detailliert und nachvollziehbar in bankinternen Arbeitsanweisungen geregelt werden. Die transparente Darstellung der wirtschaftlichen Situation des Kunden kann bei Prüfungen durch Bankenaufsicht oder Wirtschaftsprüfer schnell nachvollzogen werden.
- Vollständigkeit:

Es müssen alle Unterlagen eingeholt werden, die nach Überzeugung des Instituts für eine sachgerechte Kreditwürdigkeitsprüfung erforderlich sind. Das Institut muss anhand der eingereichten Unterlagen schlüssig und nachvollziehbar beurteilen können, ob ein Kreditnehmer auch zukünftig in der Lage sein wird, seinen Zins- und Tilgungsverpflichtungen nachzukommen. Bei guten wirtschaftlichen Verhältnissen können die Anforderungen an Unterlagen deshalb schneller erfüllt sein als bei schwierigen Fällen.

### Verbraucherdarlehen
Seit März 2016 ist in § 18a KWG die Kreditwürdigkeitsprüfung für Verbraucherdarlehen präzisiert. Die neue Vorschrift beruht auf der Richtlinie 2014/17/EU vom 4. Februar 2014, die unter Kreditwürdigkeitsprüfung in Art. 4 Nr. 17 die Bewertung der Aussicht versteht, „dass den Schuldverpflichtungen aus dem Kreditvertrag nachgekommen wird.“ Der neu eingefügte § 18a KWG unterscheidet parallel zu § 491 Abs. 3 BGB zwischen Allgemein- und Immobiliar-Verbraucherdarlehensvertrag. Während beim Allgemein-Verbraucherdarlehensvertrag keine „erheblichen Zweifel“ bestehen dürfen, muss es beim Immobiliar-Verbraucherdarlehensvertrag „wahrscheinlich“ sein, dass der Kreditnehmer seinen Verpflichtungen aus dem Kreditvertrag nachkommen wird. Diese unbestimmten Rechtsbegriffe sind wenig hilfreich und decken sich nicht mit den nach der Kapitaladäquanzverordnung (CRR) anzuwendenden Risikoparametern der Ausfallwahrscheinlichkeit (Art. 4 Abs. 1 Nr. 54 CRR), der Ausfallverlustquote (Art. 4 Abs. 1 Nr. 55 CRR) und der Ausfallkredithöhe (Art. 261 Abs. 1 CRR), die im Standardansatz von der Bankenaufsicht vorgegeben werden. Die Formulierung in § 18a Abs. 1 KWG lässt einfache Zweifel noch als positiven Kreditwürdigkeitsaspekt genügen, während eine hohe Rückzahlungswahrscheinlichkeit die Anforderungen der Bankpraxis eher widerspiegeln würde.
Im Umkehrschluss aus § 18a Abs. 1 KWG darf kein Verbraucherdarlehensvertrag abgeschlossen werden, wenn die Kreditwürdigkeitsprüfung negativ ausfällt. Nach § 18a Abs. 4 KWG darf die Prüfung bei Immobiliar-Verbraucherdarlehensverträgen nicht hauptsächlich darauf gestützt werden, dass der Wert des Grundstücks, grundstücksgleichen Rechts oder Gebäudes voraussichtlich zunimmt oder den Darlehensbetrag übersteigt. Daraus ist lediglich zu entnehmen, dass erwartete Wertsteigerungen oder die Höhe der Kreditsicherheit kein Hauptkriterium der Beleihung sein dürfen. Während hierdurch bei der Beleihung von Beleihungsobjekten Beleihungswert, Beleihungsgrenze und Beleihungsauslauf an Bedeutung verlieren, rückt die – einkommensbezogene – betriebswirtschaftliche Kennzahl des Schuldendienstdeckungsgrads stärker in den Vordergrund. Gleichlautend wurde § 18a KWG in § 505a BGB und § 505b BGB übernommen, um auch kreditgebende Nichtbanken zur Kreditwürdigkeitsprüfung zu zwingen.

### Allgemeine Vorgaben der Bankenaufsicht
Die BaFin gibt seit Mai 2005 lediglich die allgemeinen Rahmenbedingungen vor, die die Kreditinstitute bei der Entscheidungsfindung von Kreditgewährungen beachten müssen. Danach müssen sie folgende Kriterien berücksichtigen:
- Die Institute müssen bei der Kreditgewährung und -bearbeitung ein ihrem individuellen Geschäftsprofil entsprechendes System einsetzen, mit dem sie ihre Adressausfallrisiken in eigener Verantwortung umfassend beurteilen können.
- Darüber hinaus sind in bankinternen Organisationsrichtlinien die Beurteilungsintensität und -häufigkeit sowie die hierfür anzufordernden Unterlagen entsprechend der Art, dem Umfang, der Komplexität und dem Risikogehalt der Geschäfte festzulegen.[6]

Damit müssen Kreditinstitute auch unterhalb der Offenlegungsgrenze (also unter 10 % des haftenden Eigenkapitals, max. 750.000 Euro) darauf achten, dass unvertretbare Risikoanhäufungen vermieden werden.

### Unterlagen
Im Wesentlichen wird konkretes und detailliertes Zahlen- und Datenmaterial in Form der Kreditunterlagen der Prüfung zugrunde gelegt. Dieses muss je nach Kundensegment qualitativen Anforderungen genügen (z. B. Jahresabschlüsse bei Firmen oder unterschriebene Selbstauskünfte bei Privatkunden).
- Privatkunden (unselbständige natürliche Personen): Informationen zu Einkommen, Ausgaben, Vermögen, Schulden (inkl. regelmäßige Belastungen hieraus, übernommenen Haftungen etwa durch Bürgschaften), Einkommensteuerbescheide sowie die auch für eine Kontoeröffnung notwendigen sonstigen Daten wie Wohnort, Güterstand, Kinder, Arbeitgeber.
- Firmenkunden: Bilanzen mit Gewinn- und Verlustrechnung, bei Selbständigen ohne Bilanzierungspflicht die Einnahmenüberschussrechnung inkl. Vermögens- und Schuldenstatus.

Grundsätzlich erhöht sich der Anspruch an Umfang und Qualität der Informationen und Daten, je höher der Kreditantrag oder der Blankokredit-Teil ist. So werden insbesondere im Firmenkunden-Kreditgeschäft auch unterjähriges Zahlenmaterial (Quartalsberichte) verlangt. In allen Fällen wird sich der Informationsbedarf an den Erfordernissen der jeweils intern angewandten Einstufungs- und Bewertungsverfahren (Rating oder Kreditscoring) ausrichten.

## Verfahren
Bei der Erhebung der Ausprägungen der Kreditnehmer wird zwischen der präskriptiven und der deskriptiven Bestimmung unterschieden. Im ersten Fall werden die Größen aus Befragungen des Kreditmanagements ermittelt. Bei der deskriptiven Vorgehensweise erfolgt die Ermittlung aus statistischer Auswertung vergangener Verfahren.

### Deskriptive Verfahren

#### Lineare Diskriminanzanalyse
Hier wird eine Gewichtung der betrachteten Eigenschaften vorgenommen. Ergebnis sind die Diskriminanz-Bewertungszahlen („scores“). Durch die Gewichtung der Faktoren wird versucht, diese Zahlen so zu bestimmen, dass sich Gruppen „guter“ und „schlechter“ Kreditnehmer unterscheiden lassen. Wie üblich bei statistischen Tests ergeben sich dabei zwei Fehlermöglichkeiten, und zwar zum einen, dass „gute“, also kreditwürdige Kreditnehmer abgelehnt werden, und zum anderen, dass „schlechte“ Kreditnehmer akzeptiert werden.

#### Logit-Modell
Das Logit-Modell basiert auf logistischer Regression. Es wird angenommen, dass die bedingte Wahrscheinlichkeit für Zahlungsunfähigkeit eine lognormal verteilte Zufallsvariable ist, deren Wert kleiner als die Summe aus dem Produkt aus Gewichtsvektor und Merkmal sowie einer Konstante ist.

#### Kalibrierung der Bewertungszahlen
Die empirische Kalibrierung erfolgt auf Grundlage der Kreditnehmergruppen und einer Kalibrierungskurve.
- Kreditnehmergruppen:
  - Ordnung anhand Bewertungszahl
  - empirische Ausfallrate
- Kalibrierungskurve:
  - parametrische und
  - nicht-parametrische Regression.

## Wirtschaftliche Aspekte
Die Kreditwürdigkeitsprüfung der Kreditinstitute stellt im Kreditgeschäft eine Risikoselektion im Hinblick auf das zu übernehmende Kreditrisiko dar, weil nur die vertretbaren Risiken im Rahmen der Risikopolitik übernommen werden sollen. Gesetzlich verlangt wird lediglich die turnusmäßige Offenlegung der wirtschaftlichen Verhältnisse der Kreditnehmer. Dagegen bleibt es der Risikopolitik eines Kreditinstituts vorbehalten, ob seine Risikoneigung hohe Bonitätsanforderungen an die Kreditnehmer stellt (Risikoaversion) oder niedrige (Risikofreude).